# تغییر مذهب ایرانیان از سنی به شیعه
تغییر مذهب ایرانیان از تسنن به تشیع در طی سده‌های ۱۶هم تا ۱۸هم میلادی در زمان حکمرانی سلسله صفویه به‌طور گسترده به‌وقوع پیوست و ایران را به مرکز تشیع در جهان تبدیل کرد. همچنین این اتفاق باعث این شد که شاخه اثنی عشری تشیع بر شاخه‌های زیدی و اسماعیلی که پیش از این درصد زیادی از شیعیان ایران از آن شاخه‌ها بودند، چیره گردد.

## زمینه
صفویه در ابتدا سنی مذهب بودند ولی حامیان اصلی آن‌ها قبایل ترکمن آناتولی (قزلباشها)  بودند که شکلی عامیانه از  شیعه را اجرا می کردند که با شیعه دوازده امامی اصلی چندان اشتراکی نداشت زیرا از منطقه ای مرزی که اعتقادات باستانی با مؤلفه‌های عرفانی و آخرالزمانی آمیخته شده بود، سرچشمه می گرفتند. این رویه در زمان شیخ جنید (متوفی ۱۴۶۰) خشونت‌بار و نظامی شد و نوعی افراطی از اسلام شیعی به‌وجود آمد که مؤلفه‌های شمنی مانند اعتقاد به تناسخ و مهدویت در آن بود. 
حمدالله مستوفی در نزهت القلوب  می‌نویسد که جمعیت سنی در شهرهای بزرگ ایران غالب بوده و شیعه دوازده امامی در مناطقی مانند گیلان، مازندران، ری، ورامین، قم، کاشان، خوزستان و سبزوار در خراسان متمرکز بوده است. در دوره تیموریان و به‌ویژه در زمان آق قویونلوهای سنی مذهب، شیعه در میان دهقانان مناطق مختلف ایران وجود داشته است. در شهرهای بزرگ، برخی خانواده‌های اشرافی شیعه بودند و مناصب اداری مهمی داشتند. به گفته مستوفی مکتب سنی شافعی تقریباً در همه جا چه در مناطق سنی و چه مناطق شیعه غلبه داشت.

## دلایل
شیعیان دلایل زیر را گفته‌اند:
- تغییر مرکز حکومت علی بن ابی‌طالب از مدینه به کوفه[۸]
- هجرت بسیاری از امامزادگان، و به خصوص آمدن علی‌بن‌موسی‌الرضا امام هشتم شیعیان به ایران[۹]
- تأثیر گرفتن از سلمان فارسی (در زمانی‌که وی حاکم مدائن مرکز ساسانیان بود)[۱۰]
- وقایع عاشورا کربلا و تمایل مردم به اسلام حسینی[۱۱]
- حضور بعضی از شاگردان امامان شیعه در ایران و دعوت به اهل‌بیت
- اثرپذیری از ایرانیان مقیم یمن که متمایل به اهل‌بیت بودند[۱۲]

با این وجود موارد زیر بدیهی هستند:
- ارتباط اوزون حسن پدربزرگ اسماعیل اول با اروپا و شروع اولین سری جنگ و عداوت با عثمانی توسط او[۱۳]
- تأثیرات در دوره ایلخانان[۱۴] و همچنین در حکومت آل‌بویه[۱۵]

- تحمیل مذهب شیعه دوازده امامی توسط شاه اسماعیل اول و دیگر شاهان صفویه به مردم ایران و جنگ با ازبک‌ها و عثمانیون برای دفاع از رسمی کردن مذهب شیعه دوازده امامی

دلیل استراتژیک: 
- جنگ‌ھا با عثمانی با مسئله حرمت جنگ مسلمان با مسلمان در تضاد بود و افراد زیادی بودند که با جنگ و خون‌ریزی مسلمانان مخالف بوده و اعتقاد داشتند که باید به خلافت عثمانی پیوست و از امر خلیفه مسلمین اطاعت نمود. مذهب جدیدی که شاه اسماعیل بر ایران تحمیل نمود از این عمل جلوگیری کرد.[۱۶]

ظهور شاه اسماعیل در ایران منجر به یکپارچگی ایران زیر پرچم یک حکومت ایرانی پس از سده‌ها ملوک‌الطوایفی شد. با تغییر مذهب مردم شاهنشاهی صفوی، شیعیان تا به امروز درصد بزرگی از مردم ایران و بخش‌هایی از سرزمین‌های اطراف آن را تشکیل می‌دهند.

## روند شیعه شدن صفویان
از زمان سقوط ایران به دست مسلمانان در سده هفتم میلادی تا یکپارچگی ایران در سده شانزدهم میلادی به‌دست صفویان، اکثریت ایرانیان سنی بودند. بیشتر سنی‌های ایران از نوع حنفی و شافعی بودند که صفویان خود نیز از همین شاخه اخیر بودند. تا پایان سده پانزدهم میلادی اکثر علمای سنی از سایر سرزمین‌های اسلامی برای تحصیل اسلام به ایران می‌آمدند زیرا در سایر بخش‌های جهان اسلام به اندازه ایران مدارس اسلامی وجود نداشت. تا پیش از ظهور صفویان، شیعیان در ایران یکی از اقلیت‌های اسلامی بودند.
شیعیان تا قبل از حمله مغول در بیشتر حکومت‌ها نسبتاً تحت فشار بودند تا در زمان ایلخانان و تیموریان فضای بازتری برای شیعیان و ترویج تشیع به وجود آمد. شیعیان به دربار این حکومت‌ها راه یافتند و از این فرصت برای ترویج تشیع استفاده کردند. تا در زمان ایلخانان سلطان محمد خدابنده شیعه شد و زمان تیموریان سکه با نام ائمه ضرب شد.
در نیمه اول قرن چهاردهم میلادی(هشتم هجری) با توجه به درگیری‌های بین ایلخانیان(شیعه) و مملوکیان(سنی) شیخ صدرالدین موسی (۷۹۴-۷۰۸ق)(۱۳۹۱-۱۳۰۵م) شروع به متمایل شدن به شیعه کرد. وی با گروههای شیعه مثل سربداران خراسان (۱۳۸۱-۱۳۳۷) و مرعشیان طبرستان و با شخصیتهای مهم مثل تیمور لنگ و جانی بیک متحد شد. صدرالدین با جمع آوری درآمد وقفیات و وجوهات خمس و زکات پشتیبانی اقتصادی یافت.
در زمان شیخ جنید (مرگ ۱۴۶۰ م) صفویه از یک فرقه صوفیانه که حول یک مرید سازماندهی شده بود، به یک جنبش نظامی فعال با سیاست فتح و سلطه تبدیل شد. شیخ جنید با عموی خود جعفر که مخالف فعالیت‌های نظامی صوفیان بود درگیر شد و گروه نظامی شیعی خود را تشکیل داد. او اولین رهبر معنوی صفوی بود که گسترش آموزه‌های شیعه و خصوصاً غلات دوازده امامی را حمایت کرد. پیروانش جنید را تجسم خداوند می‌دانستند.
شیخ حیدر (۱۴۵۹–۱۴۸۸م) به عنوان رهبر صفویه جاه طلبی سیاسی پدرش را دنبال کرد. در زمان او، صفویه به عنوان یک جنبش سیاسی شیعی دوازده امامی به‌طور فزاینده ای تبلور یافت و حیدر در نظر پیروانش یک شخصیت الهی بود.
اسماعیل اول از مارتا و شیخ حیدر ۱۴۸۷ م در اردبیل به دنیا آمد. مادرش مارتا یا حلیمه بیگم، دختر اوزون حسن، فرمانروای سلسله ترکمان آق قویونلو و همسر مسیحی او تئودورا معروف به دسپینا خاتون بود. دسپینا خاتون دختر ژان چهارم امپراتور ترابوزان بود. او در قراردادی برای محافظت از امپراتوری ترابوزان در برابر ترکان عثمانی با اوزون حسن ازدواج کرده بود.

## کیفیت تشیع صفویان
در ابتدا تشیع اثنی عشری  قزلباش ها زیاد شباهتی به تشیع اثنی عشری دوران پس از غیبت کبری یا نمونه امروزی آن نداشت. آنها به آموزه های شیوخ اولیه صفوی شیخ حیدر و پسرش اسماعیل اول، پایبند بودند و شاهان صفوی را به‌عنوان مرشد خود قدیس یا شخصیت های الهی می دانستند و از این رو به عنوان غلات طبقه بندی می شوند. وقتی تبریز را گرفتند، در میان سران قزلباش حتی یک کتاب در مورد شیعه دوازده امامی وجود نداشت. کتاب علامه حلی (۱۲۵۰-۱۳۲۵میلادی) از کتابخانه شهر تهیه شد تا راهنمای دینی برای دولت باشد. علمای شیعه در شکل‌گیری سیاست‌های مذهبی صفویه در اوایل مشارکت نداشتند. در سالهای آینده علمایی از لبنان، عراق و بحرین وارد شدند تا عمل و اعتقادات اثنی عشری را  اشاعه دهند.

## شاه اسماعیل و اعلام تشیع در ایران
شاه اسماعیل صفوی در سال ۱۵۰۱  پس از فتح تبریز خود را شاهنشاه ایران خواند. او سپس ارمنستان، داغستان، اران و شروان را فتح کرد. شاه اسماعیل یک دهه بعد تقریباً همه ایران را زیر کنترل خود داشت، جایی که اکثریت مردم آن سنی بودند. پروژه شیعه کردن مردم ایران توسط وی آغاز شد و این کار را در مناطقی که فتح کرد با موفقیت کامل به پایان رساند. او مردم را مجبور می‌کرد تا سه خلیفه اول را نفرین کنند و به علمای سنی تنها سه انتخاب می‌داد: تشیع، مرگ یا تبعید. اگر مرگ یا تبعید را برمی‌گزیدند سپس علمای شیعه را جایگزین آنان می‌کرد.
احمد منشی قمی نحوه اعلام تشیع پس از ورود شاه اسماعیل به تبریز را چنین شرح می‌دهد:
[شاه اسماعیل] روز جمعه امر کردند که خطیب آن شهر خطبه ائمه اثنی عشر خوانده کلمه طیبه «اشهدان عليا ولى الله» و جمله «حی علی خیر العمل» با اذان ضم نمایند، و از عقب خطبه لعن ابابكر و عمر و عثمان و سایر ملامین بنی‌امیه و عباسیه بر منابر گفته، حکم قضا نفاذ عز اصدار یافت که در ممالک محروسه بدین نوع عمل نموده در اسواق (بازارها) تبرائیان همچنان زبان به طعن و لعن ملاعين ثلاثه گشوده هر کس خلاف کند او را به قتل رسانند، و علما و فضلا شروع در مسایل و مباحث مذهب حق ائمه معصومین نموده کتب فقه امامی را رواج دادند و روز به روز آفتاب حقیقت مذهب ائمه اثنى عشر ارتفاع پذیرفته، اطراف و اکناف عالم از اشراق لوامع طریق تحقیق آن منور گردید.

## دلایل صفویان برای تغییر مذهب ایرانیان
مهم‌ترین دلایل صفویان برای تغییر مذهب ایرانیان، دلایل سیاسی بود. آن‌ها را از این قرار می‌دانند:
- ادامه سیاست عداوت با عثمانی و نزدیکی به اروپای مسیحی که از چهل سال قبل توسط اوزون حسن اتخاذ شده بود.[۴۲]
- آن‌ها نیاز داشتند تا ایران در برابر سرزمین‌های سنی که مهم‌ترین آن‌ها عثمانی بود، هویت منحصر به فرد خود را داشته باشد.[۴۳][۴۴][۴۵]
- رقابت با عثمانی را باید مهم‌ترین دلیل به شمار آورد؛ صفویان و عثمانیان در تمام زمان هم‌زیستی‌شان، با یکدیگر روابط خصمانه‌ای داشتند و شاهنشاهان صفوی سنی‌ها را نوعی ستون پنجم در سرزمین‌های خود می‌دیدند.[۴۶]
- آن‌ها نیاز به مردمی داشتند که به دولت ایران وفادار باشند و دین برای جلب این وفاداری وسیله مناسبی بود.[۴۷]

## رویه عثمانی
سلطان بایزید دوم در نامه‌هایی از شاه‌اسماعیل اول خواست که با تعادل در سیاست مذهبی خود و توهین‌ نکردن به باورهای اهل سنت و آزار نرساندن به ایشان، حکومت مستقل و ثابتی در ایران برپا کند و اشاره کرد که ایرانیان ثابت کرده‌اند تا زمانی‌که حاکمان ایشان از خودشان نباشند و ریشه‌ آنها در داخل مرزهای ایران قرار نداشته باشد، از آنها با رضایت خاطر تبعیت نمی‌کنند. او آغاز سلسله صفوی را ضمن دعوت به عدم تعصب و خشونت تبریک گفت، اما شاه‌اسماعیل به‌ این دعوت توجهی نکرد و سیاست خشونت‌بار مذهبی خود را ادامه داد که درنهایت به نبرد با جانشین بایزید، یعنی ‌سلطان سلیم اول انجامید. تعصبات مذهبی در ایران بازتاب‌هایی در بیرون از مرزها داشت؛ چنان‌که در عثمانی، کشتار و آزار شیعیان آغاز گشت و به همین منوال در آسیای مرکزی نیز کشتار و آزار شیعیان ادامه داشت. حتی علمای شیعه حجاز در میانه عصر صفوی نامه‌ای به علمای اصفهان نوشتند که شما در اصفهان سبّ و لعن می‌کنید و ما در حجاز رنج تبعات آن را تحمل می‌کنیم.

## روش‌های صفویان برای تغییر مذهب مردم ایران
- تحمیل مذهب شیعه به عنوان مذهب اجباری و حکومتی و مجبور کردن بسیاری از صوفیان سنی مذهب به شیعه شدن[۴۹][۵۰][۵۱]
- شاه اسماعیل مساجد اهل سنت را نابود کرد. تومه پیرس، سفیر پرتغالی چین که در آن زمان به ایران سفر کرده بود در کتاب خود می‌نویسد: «او (شاه اسماعیل) کلیساهای ما را اصلاح می‌کند و خانهٔ همهٔ مسلمانانی که از سنت محمد پیروی می‌کنند خراب می‌کند»[۵۲]
- او لعن آیینی و اجباری سه خلیفه اول اهل سنت (ابوبکر، عمر و عثمان) را به عنوان غاصبان خلافت در مساجد اجباری کرد، دارایی سنی‌ها را کشف و ضبط کرد، طریقت‌های سنی مذهب را از هم پاشید.
- از حمایت دولتی برای توسعهٔ زیارتگاه‌ها، نهادها و هنر شیعی استفاده کرد. او همچنین عالمان شیعه را جایگزین عالمان سنی کرد و فضا را برای آن‌ها باز کرد.[۵۳][۵۴][۵۵]
- او خون سنی‌های زیادی را ریخت و به تخریب و بی‌حرمتی قبرها و مساجد سنی‌ها پرداخت تا حدی که بایزید دوم که در ابتدا پیروزی‌های شاه اسماعیل را به او تبریک می‌گفت از او درخواست کرد آزار سنی‌ها را متوقف کند اما شاه اسماعیل به خواستهٔ او توجهی نکرد و همچنان به گسترش شیعه‌گری با شمشیر ادامه داد.[۵۶][۵۷]
- او سنی‌های سرسخت را آزار، اعدام و زندانی کرد.[۵۸][۵۹]
- او ۱۸ ذی‌الحجه (واقعه غدیر خم) سالروز ولایت خلیفهٔ چهارم علی بن ابی طالب و ۹ ربیع‌الاول سالروز کشته شدن خلیفهٔ دوم  عمر بن خطاب را جشن ملی اعلام کرد؛ (عمرکشان) هر چند بعدها جشن دوم با بهبود روابط با کشورهای سنی مذهب، حداقل از حالت رسمی و ملی خارج شد.[۶۰]
- در سال ۱۵۰۱ شاه اسماعیل از شیعیان خارج از ایران دعوت کرد به ایران بیایند تا در برابر اکثریت سنی در امان باشد.[۶۱]

## عوامل گسترش تشیع در دوره صفویان

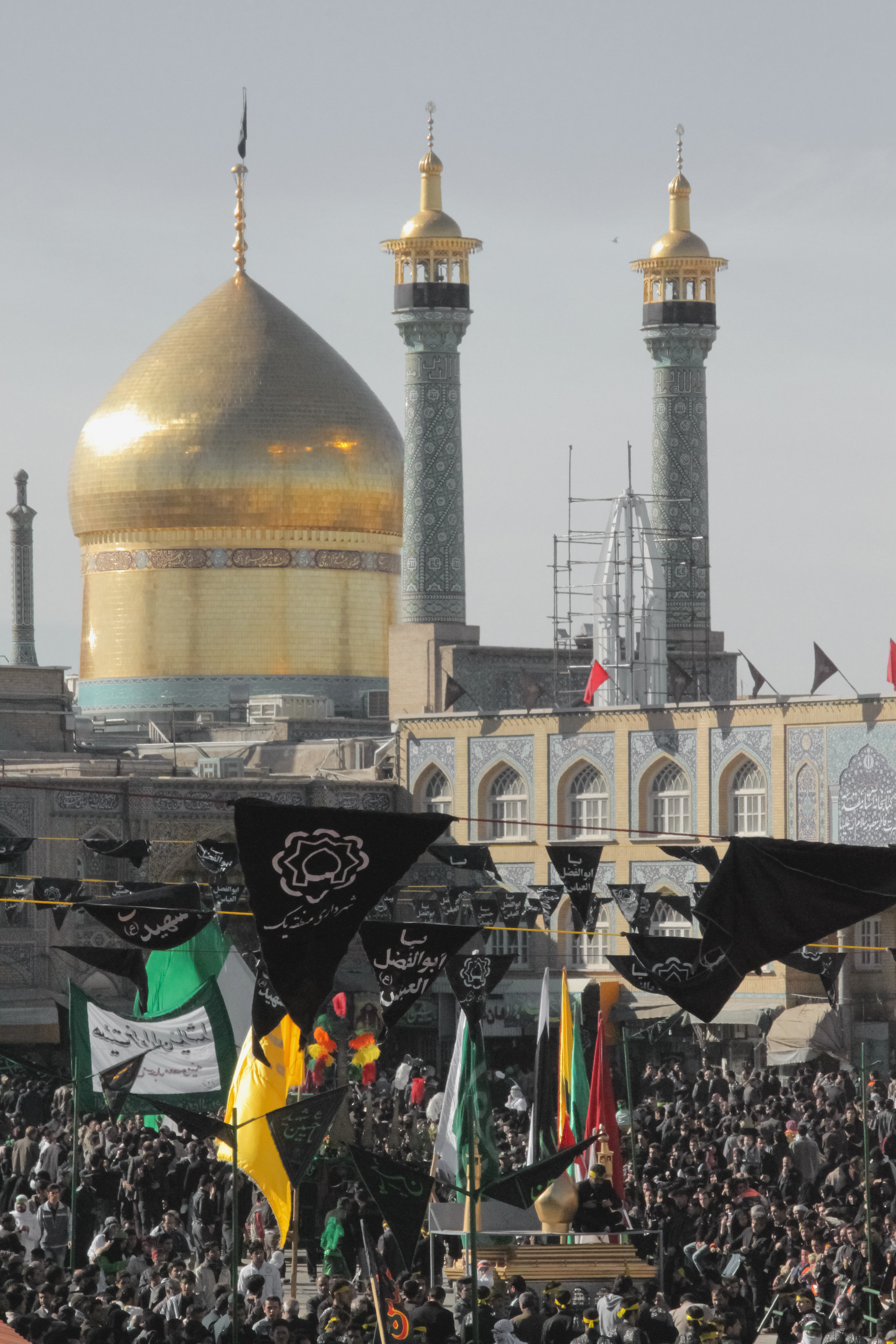
شهر قم به سبب آرامگاه فاطمه معصومه، خواهر علی ابن موسی در آن مورد توجه دودمان صفوی بود

زیارت حرم‌های صوفی‌های والامقام برای نذر کردن یا طلب شفاعت در دوره‌های پیش از صفویه متداول بود. پس از صفویه تبدیل امامزاده‌ها - بقاع بازماندگان ائمه- به کانون زیارت مورد تشویق قرار گرفت. وجود امامزاده‌ها در خاک ایران از پیش، تصادفاً شرایطی را ایجاد کرد که به آنچه می‌توان گرویدن جغرافیایی این سرزمین خواند کمک کرد. مهمترین این اماکن مقدس حرم امام رضا در مشهد و مجموعه ساختمان‌های پیرامون آن بود. این حرم که از پیش توسط تیموریان تزیین بسیار شده بود مورد توجه ویژه شاه عباس قرار داشت که زیارت‌های پیاده‌اش به آن گونه‌ای از پروپاگاندای دودمانی بود. قم، مدفن فاطمه معصومه، خواهر امام هشتم شیعیان، زائرینش تنها از مشهد کمتر بود ولی با وجود برجستگی پیشینش در توسعه دانشوری شیعی در سایه اصفهان به عنوان مرکز یادگیری قرار داشت. قم همچون مشهد در دوره صفوی مورد توجه سلطنتی قرار داشت؛ چهار تن از فرمانروایان آن پی در پی خواستند که در آن دفن شوند.
تقویم نیز نقش مشخصی در همسان‌سازی دوام‌دار مردمی تشیع داشت. پاسداشت کشته‌شدن حسین بن علی در روز عاشورا، که مراسم عزاداری آن در دوره صفوی روز به روز گسترش بیشتری یافت عملاً مهمترین رویداد مذهبی سال شد. قرائت شعر یا نثر توصیف‌گر مصائب او به همراه دیگر اعضای خانواده پیامبر عمل شایسته‌ای تلقی می‌شد که می‌تواند هر زمان در سال انجام شود. عید غدیر، روزی که بنا بر باور شیعی، پیامبر اسلام، علی بن ابی‌طالب را به عنوان جانشین خود انتخاب کرد نیز بسیار جشن گرفته می‌شد. جشن دیگری که به آن بها داده شد، جشن عمرکشان بود، که جشنی اغلب زننده، درباره ترور عمر بن خطاب خلیفه دوم اهل سنت بوده است.
محو تقریباً کامل تسنن از فلات ایران، که با این و دیگر راه‌ها حاصل شد، به وضوح باید تدریجی بوده باشد و حداقل در بعضی نقاط در ابتدا شامل پذیرش عمل‌گرایانه و ظاهری یک آیین تحمیلی بوده‌است. مشخصاً سرشناسان سنی قزوین لجوج از آب درآمدند و تعداد زیادی از آنان در دوران حکومت شاه تهماسب یکم به خاطر انحراف مذهبی اعدام شدند. با این حال آن قدری از آنان دوام آوردند که در دوره مختصر فترت سنی مشمول جایزه اسماعیل دوم به آنهایی شوند (یا مدعی بودند که می‌شوند) که سرسختانه از لعنت فرستادن به سه خلیفه اول خودداری می‌کردند. برای تداوم وفاداری به تسنن در برخی محل‌ها تا دوره عباس یکم، مخصوصاً در شرق ایران، شواهدی وجود دارد. در سال ۱۰۰۸ قمری/۱۵۹۹ میلادی او کارزار آزار سنی‌های سرخه (سمنان) را شروع کرد ولی سه دهه بعد تسنن همچنان در این شهر متداول بود، گرچه در پیرامون آن کمتر متداول بود. کنار گذاشتن سنی‌ها از معافیت‌های مالیاتی توسط همان پادشاه که او گاه گاه حکم آن را می‌داد نشانگر دوام قابل توجه تسنن در نواحی معین و عزم برای محو آن است. سنی‌ها در غرب حتی تا همدان آن قدر پرشمار بودند که کدخدای شهر نیز از آنان بود، او در سال ۱۰۱۷ توسط شاه عباس اعدام شد. تنها مورد ثبت شده‌ای که شاه عباس آماده پذیرش سنی گری بی ایجاد مزاحمت برای آنان در یکی از منطقه‌های تحت کنترلش بوده بازدیدی از تالش است که او در برابر پیشنهادها برای مجبور کردن مردم آن به رها کردن شافعی گری موروثی مقاومت کرد و به خدمات نظامی ای که آنان به نیاکانش کرده بودند اشاره کرد. برخی نواحی تالش به تشیع گرویدند اما این کار تا قرن نوزدهم طول کشید.

## فترت پس از صفویه
نابودی دولت صفوی به دست شورشیان افغان در سال ۱۷۲۲ میلادی نشان داد که گرایش اکثریت قاطع ایرانیان به تشیع بزرگترین دستاورد این دودمان بوده‌است چرا که با وجود نبود حمایت شایان توجه دولتی به مدت سه دهه یا بیشتر، تشیع به عنوان آیین خاص و شبه-ملی ایران دوام آورد. اما اصفهان بیشتر به خاطر خرابی‌ای که شورشیان افغان بدان وارد کردند، جاذبه خود را به عنوان مرکز جهان شیعی از دست داد، و تمرکز فعالیت دانشورانه به عتبات، شهرهای دارای حرم در عراق منتقل شد. حمله افغان، تا حدی، نتیجه آزار مکرر سنیان بود.